# Lönesjön, Halland
Lönesjön är en sjö i Falkenbergs kommun i Halland och ingår i Ätrans huvudavrinningsområde.